# ノロドム・ラナリット
ノロドム・ラナリット（クメール語: នរោត្ដម រណឬទ្ធិ, ラテン文字転写: Norodom Ranariddh, 1944年1月2日 - 2021年11月28日）は、カンボジアの王族、政治家。
第51代国王ノロドム・シハモニの異母兄。

## 経歴
第50代国王ノロドム・シハヌークの第二王子としてプノンペンに生まれる。母はパット・カニョル。
1983年、シハヌークのバンコクにおける代理人として政治に参加する。1991年10月のパリ国際会議における和平協定への署名後にカンボジア最高国民評議会が構成されるとその議長に就任。国際連合カンボジア暫定統治機構の下で1993年5月23-28日に実施された総選挙では、結成して以来率いていたフンシンペックが外部の予想に反して第1党、フン・セン率いる人民党は第2党となり、政権はラナリットとフン・センの2人首相制となった。1993年9月に王政復古すると第1首相に就任した。
ラナリットが国外訪問中の1997年7月5日にプノンペンで両党派の軍が武力衝突に発展するとフンシンペック派の軍は敗走し、首相を解任された。そのまま国外追放処分となったラナリットは国際社会に対して介入を訴え、フンシンペック派の兵士はポル・ポト派とともにタイ国境地帯で戦闘を続けた。国際社会は反政権の政治家に選挙への参加を働きかけ、1998年3月30日に父王の恩赦で帰国。同年7月26日の総選挙では人民党が第1党となった。同年9月、国民議会議長に就任。2003年7月27日に実施された第3回総選挙ではフンシンペックは大きく議席数を減らした。
2004年10月6日に父王が退位を表明すると、その国民的人気から次期国王の本命と思われていたが、「政治に専念する」として辞退した。その後の数ヶ月間は弟のシハモニを国王に選出した9人の王室評議会議員の一人だった。
2006年3月、国民議会議長を辞任。同年10月18日にフンシンペック党首を解任されると、同年11月16日にノロドム・ラナリット党を結成し、その党首に就任。2007年3月13日、党の資産を不正に売却したとして、本人が国内不在のままプノンペンの裁判所から禁固18ヶ月の判決が言い渡された。その間はマレーシアの首都クアラルンプールに滞在していた。
2008年10月2日、恩赦によって帰国すると政界からの引退を表明し、12月6日に国王の主席顧問に任命された。しかし、2010年12月4日に政界復帰を宣言し、同月11日のノロドム・ラナリット党の党大会において党首に復帰し、王党派の再結集を目指した。しかし王党派の内部対立により、2012年8月に再び政界引退を表明した。
2014年3月16日に再び政界復帰を宣言し、新党「王党派国民政党のコミュニティー」を立ち上げた。
2015年1月1日夜、フンシンペックはラナリットが党首として復帰することを発表した。同年1月9日の特別党大会においてフンシンペック党首に再び選出された。
2018年6月17日、乗っていた車がシアヌークビルでタクシーと衝突事故を起こして重傷を負い、同乗していた妻が死亡した。
2021年11月28日、滞在先のフランスにて午前9時40分（現地時間／カンボジア時間午後3時40分）に薨去。満77歳没。